# Windscaleolyckan

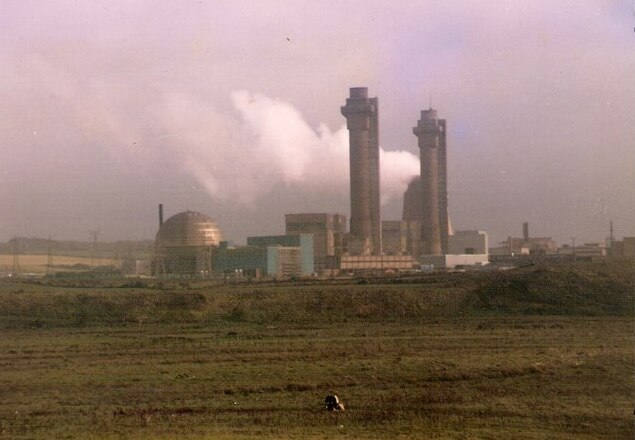

Reaktorn i genomskärning

Windscaleolyckan inträffade den 10 oktober 1957 i reaktorn Windscale i Sellafield England.
Windscale var en militär reaktor med okänd reaktoreffekt för framställning av vapenplutonium i närheten av det civila kärnkraftverket Calder Hall. Det var en luftkyld grafitmodererad reaktor konstruerad med grafitblock som tjänade som moderator genomborrade med ett antal horisontella kanaler i vilka bränslestavar av metalliskt uran var placerade.
Olyckan inleddes med att en procedur genomfördes för att temporärt öka temperaturen i reaktorn för att frigöra upplagrad så kallad Wignerenergi i grafitmoderatorn. Proceduren innebar att luftkylningen stängdes av och den nukleära effekten ökades. Missvisande temperaturmätning ledde till att temperaturökningen blev betydligt högre än den avsedda vilket resulterade i att grafiten började brinna innan reaktorn hann stängas av. Bränsleskador hade då uppstått vilket indikerades genom höga halter radioaktivitet i luften.
Efter ett dygn gjordes ett misslyckat släckningsförsök med koldioxid, tolv timmar senare lyckades branden släckas med hjälp av vatten. Vid det laget hade det skett stora utsläpp av radioaktivt material genom ventilationsskorstenen, vilket var möjligt då reaktorn var konstruerad så att luften inte kyldes via värmeväxlare, utan efter filtrering släpptes ut i atmosfären. Utsläppen bestod av 600 TBq jod-131, 20 TBq cesium-137 och 0,07 TBq strontium-90. De förhållandevis låga halterna berodde på filtreringen i anläggningen, samt att produktion av vapenplutonium kräver täta bränslebyten för att förhindra uppbyggnaden av långlivade radionuklider och undvika bränna ut plutoniumet.

## Konsekvenser
Till följd av utsläppen jod-131 infördes i närområdet mjölkrestriktioner som varade i 44 dagar. Jodutsläppen resulterade i att förhöjda sköldkörteldoser uppmättes i framför allt Storbritannien. Olyckan beräknas teoretiskt kunnat ge upphov till omkring 20 extra dödsfall i sköldkörtelcancer, antalet är för litet för att kunna påvisas i den berörda befolkningen.